# Cueta impar
Cueta impar is een insect uit de familie van de mierenleeuwen (Myrmeleontidae), die tot de orde netvleugeligen (Neuroptera) behoort. 
Cueta impar is voor het eerst wetenschappelijk beschreven door Navás in 1932.